# Municipio de Janos
El Municipio de Janos es uno de los 67 municipios en que se divide el estado mexicano de Chihuahua. Su cabecera es el pueblo de Janos.

## Geografía
Janos se encuentra localizado en el extremo noroccidental del estado de Chihuahua, limita al sur con el municipio de Casas Grandes y el municipio de Nuevo Casas Grandes, al este con el municipio de Ascensión, al oeste con el estado de Sonora, particularmente con el municipio de Agua Prieta, el municipio de Bavispe y el municipio de Bacerac y al norte con los Estados Unidos, con el Condado de Hidalgo del estado de Nuevo México. Tiene una extensión territorial de 6,930.50 km².

### Áreas protegidas
En 2009 el gobierno de México decretó una extensión de 526 482 hectáreas del municipio como área protegida, constituyendo la Reserva de la Biosfera Janos.

## Demografía
Según el Censo de Población y Vivienda de 2020 realizado por el Instituto Nacional de Estadística y Geografía, la población del municipio de Janos es de 11 005 habitantes, de los cuales 52.3% son hombres y 47.7% son mujeres.

### Localidades
En el censo de 2020 el municipio de Janos contaba con 135 localidades.
| Código INEGI      | Localidad         | Población (2020) |
| ----------------- | ----------------- | ---------------- |
| 080350001         | Janos             | 3 194            |
| 080350072         | Monte Verde       | 1 167            |
| Otras localidades | Otras localidades | 6 644            |
| Total municipal   | Total municipal   | 11 005           |

## Política
El Municipio de Janos fue creado el 16 de febrero de 1837, su gobierno le corresponde al Ayuntamiento, que está integrado por el presidente municipal y el cabildo integrado por regidores, así como por el Síndico Municipal. El Presidente Municipal y los regidores son electos mediante una planilla única y el Síndico mediante una elección uninominal, todos son electos para un periodo de tres años que no es renovable para el siguiente periodo inmediato, pero si de manera no continua y entran a ejercer su cargo el día 10 de octubre del año de la elección.

### Representación Legislativa

#### Local
- Distrito electoral local 1 de Chihuahua con cabecera en Nuevo Casas Grandes.

#### Federal
- Distrito electoral federal 3 de Chihuahua con cabecera en Ciudad Juárez.